# Ганьон, Клаудия
Клаудия Ганьон (фр. Claudia Gagnon; род. 1 декабря 1998, в  Сагенее, Квебек, Канада) — канадская шорт-трекистка. Окончила колледж де Мезоннев в Монреале.

## Спортивная карьера
Клаудия Ганьон начала кататься на коньках в возрасте 4-х лет, в своём родном районе Ла-Бе, в  Сагенее, вслед за своими братом и сестрой. Она занималась в конькобежном клубе F-18, а в 17 лет, в 2014 году переехала в Монреаль и тренировалась на арене Морис-Ришара.
В январе 2016 года она участвовала впервые на чемпионате Канады в Монреале, где заняла 25-е место в общем зачёте. В ноябре заняла 3-е место в беге на 1500 м на открытом чемпионате Канады, а в декабре на Национальном чемпионате Канады поднялась на 6-е место в многоборье. В начале 2017 года на чемпионате Канады в Калгари стала 17-й в общем зачёте. В марте на отборочных соревнованиях в национальную сборную заняла только 10-е место.
В 2018 году на юниорском чемпионате мира в Томашув-Мазовецки выиграла золотую медаль в составе эстафетной команды. Клаудия в марте квалифицировалась в сборную с 4-го места и в ноябре дебютировала на Кубке мира в Калгари, где сразу выиграла бронзу в эстафете. В феврале 2019 года на этапе кубка в Турине выиграла два серебра в женской и смешанной эстафетах.
В марте Клаудия Ганьон выиграла квалификацию в национальную сборную на сезон 2019/20 годов, одержав 4 победы на шести дистанциях. В ноябре на этапах Кубка мира в Солт-Лейк-Сити и Монреале выиграла в эстафетах две бронзы, а в январе 2020 года на Чемпионате четырех континентов выиграла серебряную медаль в эстафете. Через месяц на этапе кубка мира в Дордрехте вместе с командой завоевала серебряную медаль в женской эстафете. 
В марте 2020 года все международные соревнования были отменены из-за пандемии коронавируса на целый год и пришлось тренироваться в условиях пандемии дома в течение нескольких месяцев. Клаудия заняла 5-е место в общем зачёте в сентябре 2020 года на чемпионате Канады. Она квалифицировалась в сборную в начале 2021 года и участвовала на чемпионате мира в Дордрехте вместе с Элисон Чарльз, Кортни Саро, Флоренс Брюнелль и Данаей Блейс, где заняла 8-е место в эстафете.